# Joseph François de Malide
Joseph François de Malide  (né le 12 juillet 1730 à Paris et mort à Londres le 18 juin 1812), est un ecclésiastique qui fut prieur commendataire, évêque d'Avranches puis de Montpellier de 1774 à 1790/1801.

## Biographie
Joseph François de Malide nait dans la paroisse de l'église Saint-Roch de Paris. Son père Louis de Malide, brigadier aux Gardes françaises, est tué par accident lors d'une chasse royale le 6 août 1748 et sa mère Elisabeth François Pondre morte le 15 octobre 1771.
Destiné à l'Église, il entre au séminaire de Paris. Il reçoit la tonsure le 30 août 1739 des ordres mineurs le 21 décembre 1749, devient sous-diacre le 18 décembre 1751, puis diacre le 16 juin 1753. Il est finalement ordonné prêtre le 21 décembre 1754. Le 12 juin 1747 il avait reçu en commende le prieuré Saint-Jean l'Evangéliste de Trizay dépendant de l'abbaye de la Chaise-Dieu. Il est choisi comme chapelain de Saint-Nicolas et vicaire général par le cardinal de Jean-François-Joseph de Rochechouart, évêque de Laon et participe à ce titre à l'Assemblée du clergé de 1765 comme délégué de la province ecclésiastique de Reims.
Le 6 juillet 1766 il est nommé évêque d'Avranches, confirmé le 6 aout et consacré le 31 août 1766 par Christophe de Beaumont l'archevêque de Paris. Il est désigné pour le diocèse de Montpellier le 16 janvier 1774 afin de remplacer Raymond de Durfort qui avait aussi été son prédécesseur comme évêque d'Avranches. Il résigne alors ce siège  le 25 février et est confirmé pour celui de Montpellier le 9 mai 1774. Lors de la désignation des représentants aux États généraux de 1789 il est élu comme représentant du clergé de la sénéchaussée de Montpellier. Après la promulgation de la Constitution civile du clergé le 2 avril 1790, il refuse de devenir évêque constitutionnel de l'Hérault et s'exile en 1791 à Londres en Angleterre. Lorsque le pape Pie VII lui demande de démissionner de son siège de Montpellier en septembre 1801 il refuse et fait partie des évêques qui adressent au pontife une protestation en décembre 1801. Ne pouvant revenir en France il meurt en exil à Londres en 1812 et est inhumé dans le cimetière Saint-Pancrace (en) de Londres (anglais: Old St Pancras).

## Source
- « Joseph François de Malide », dans Adolphe Robert et Gaston Cougny, Dictionnaire des parlementaires français, Edgar Bourloton, 1889-1891 [détail de l’édition]
- (en) catholic-hierarchy.org :Bishop Joseph-François de Malide